# Tádzsikisztán vasúti közlekedése

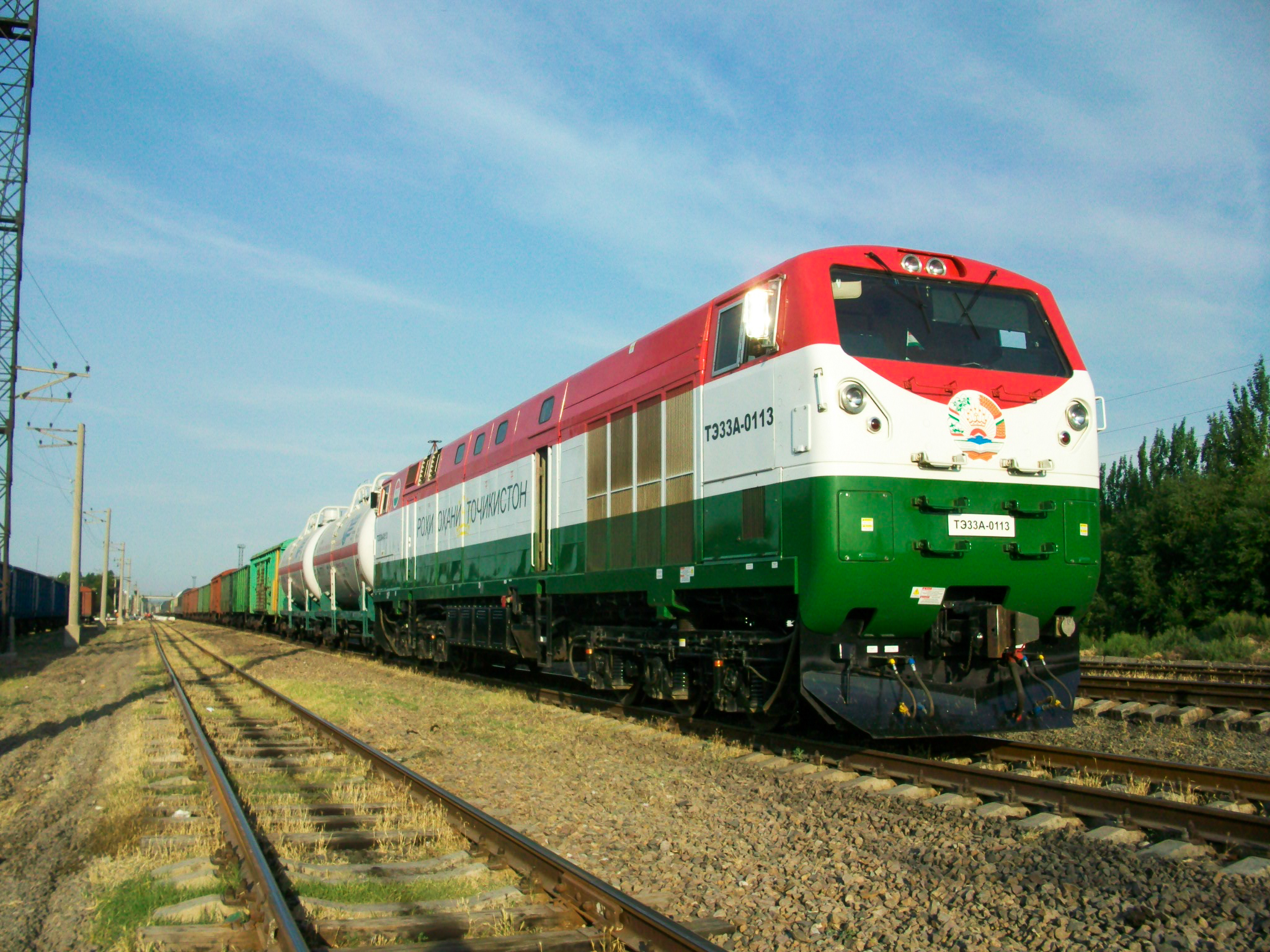
Dízelmozdony tehervonattal Tádzsikisztánban

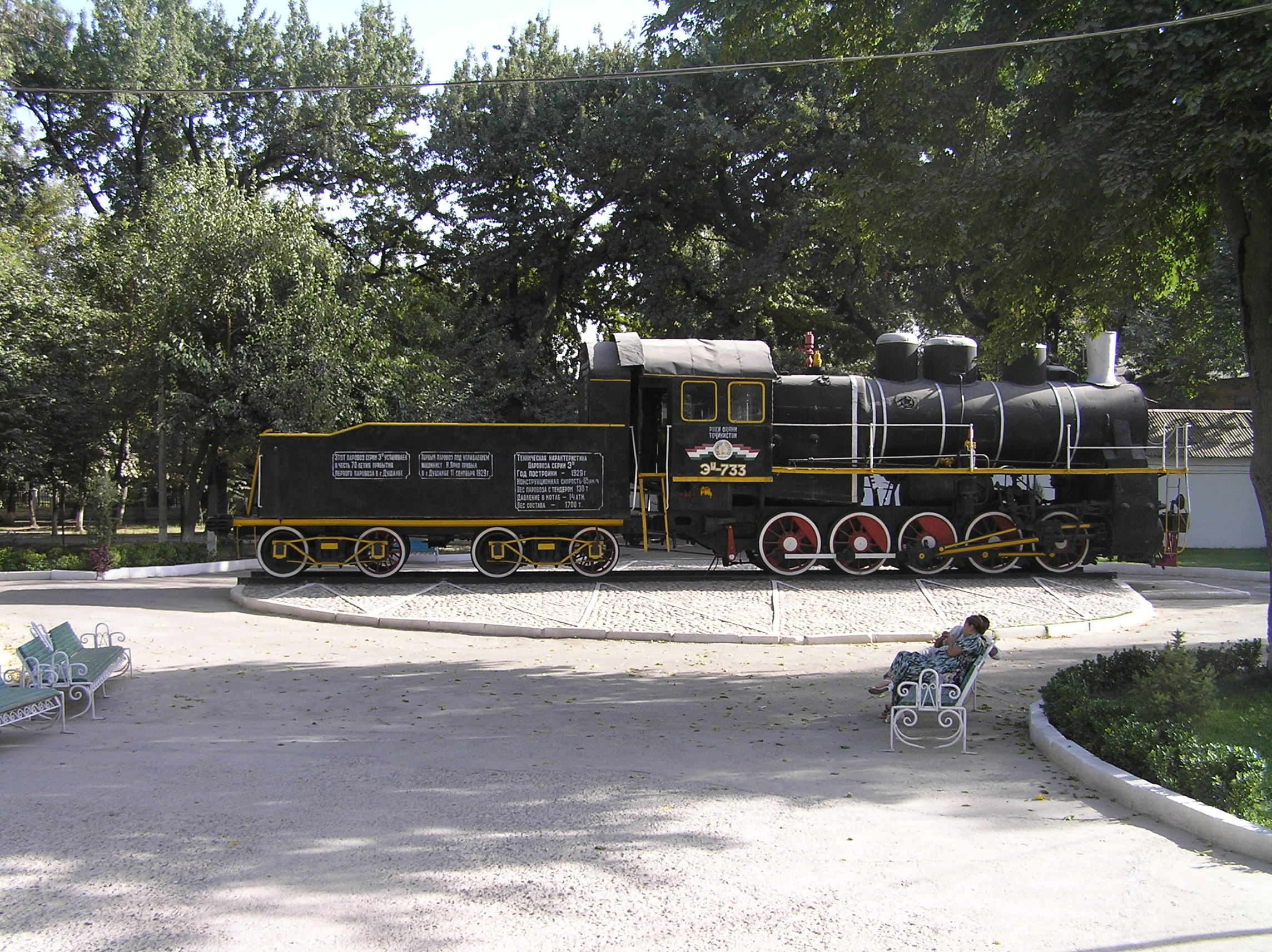
Szobormozdony Tádzsikisztánban

Tádzsikisztán vasúthálózatának hossza 680 km, nyomtávolsága 1520 mm. A tádzsik vasúti hálózat Üzbegisztán vasúti rendszerével áll kapcsolatban.
Mivel az ország nagy részét magashegység foglalja el, így a vasúthálózat nem túl kiterjedt. Három részre bontható: egy vonal Dusanbébe és környékére vezet, egy az ország délnyugati felében található, egy pedig a Fergana-medencében. A három részt csak Üzbegisztánon keresztül lehet összekötni.

## Vasúti kapcsolata más országokkal
- Üzbegisztán - van
- Türkmenisztán - nincs
- Afganisztán - nincs
- Kirgizisztán - nincs
- Kína - nincs